# Horní Údolí
Horní Údolí (do 1949 roku Horní Grunt, niem. Ober-Grund, Obergrund) – wieś, część gminy miejskiej Zlaté Hory, położona w kraju ołomunieckim, w powiecie Jesionik, w Czechach.
Leży ok. 5 km na południowy zachód od centrum Zlatych Hor, w dolinie u południowo-zachodnich podnóży masywu Příčneho vrchu.
Na terenie wsi od średniowiecza prowadzono bardzo intensywne prace górnicze. Rewir górniczy zwany Starohoři (niem. Altenberg), usytuowany na zboczach Příčnego vrchu nad wsią, był największym w okolicach Zlatych Hor ośrodkiem eksploatacji rud złota ze złóż pierwotnych. Pierwsze wzmianki o górnictwie w tym rejonie pochodzą z lat 1318-1343. W XIV-XV w. tutejsze bogate złoża zapewniały uzysk w wysokości nawet do 33 g złota i 19 g srebra z 1 tony urobku. Z czasem wyrobiska zeszły tu na głębokość 260 m. Ich odwadnianie zapewniały wydrążone kolejno dwie sztolnie dziedziczne. Gdy jednak to nie wystarczyło, w latach 1598-1600 zbudowano system pomp głębinowych, poruszanych kołem wodnym o średnicy 19 m. Koło napędzała woda, doprowadzana specjalnym 3-kilometrowym kanałem z płynącej nieco na zachód Czarnej Opawy. Pompy sięgały do głębokości ok. 100 m poniżej drugiej (dolnej) sztolni dziedzicznej (tzw. althackelsberskiej). Pożar urządzenia w 1714 r. doprowadził do zalania najgłębszych wyrobisk i znacznego ograniczenia wydobycia w całym rejonie Zlatych Hor.